# 玉兎 (舞踊)
『玉兎』（たまうさぎ）とは、歌舞伎及び日本舞踊の演目のひとつ。月の兎が臼と杵で団子を搗き、またかちかち山の狸退治の様子も踊るというもの。

## 解説

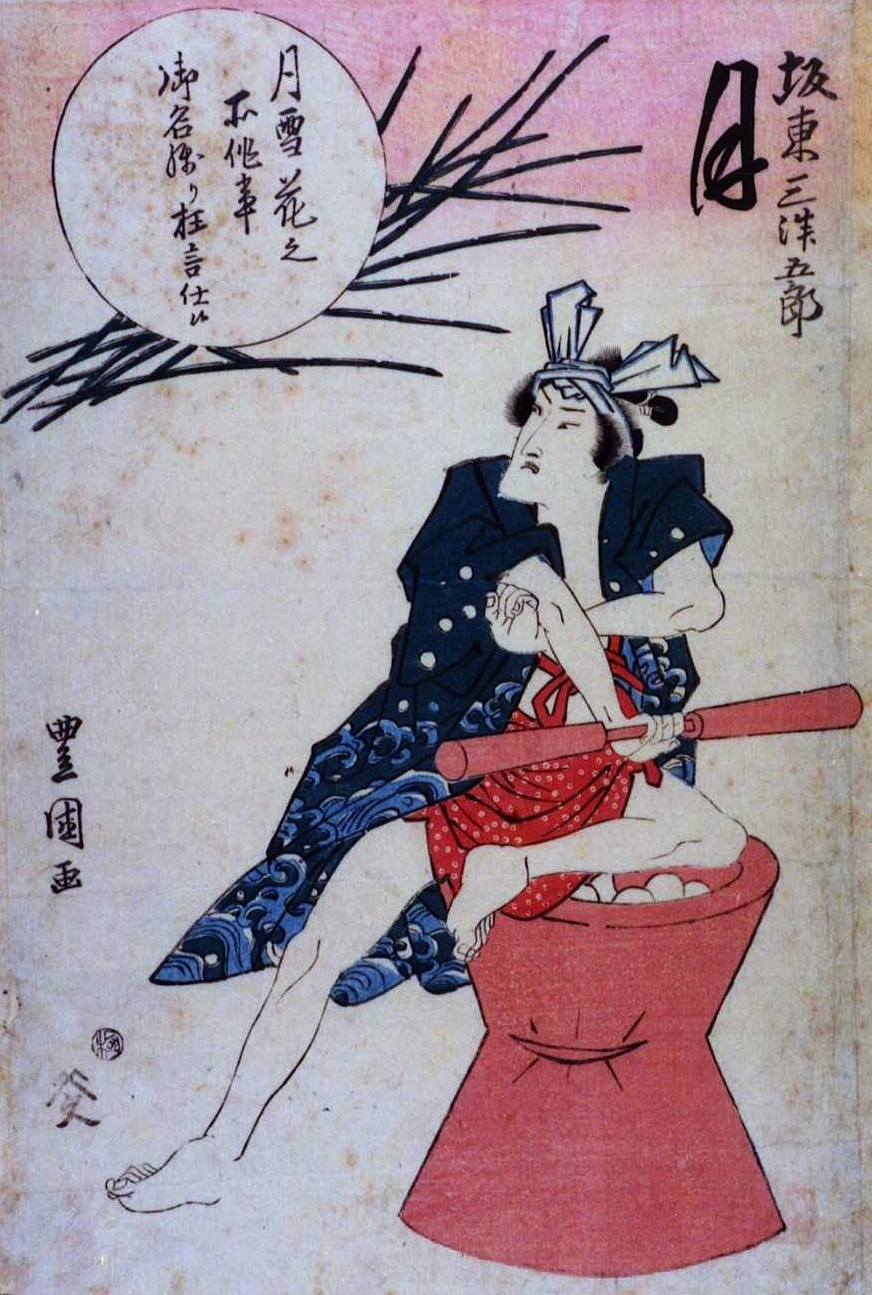
『月雪花名残文台』のうち「玉兎月景勝」。三代目坂東三津五郎の兎の精。左上の月に見立てた丸の中には、「月雪花之所作事　御名残り狂言仕（つかまつり）候」とある。歌川豊国画。

文政3年（1820年）9月の江戸中村座で『一谷嫩軍記』の二番目大切に、七変化舞踊『月雪花名残文台』（つきゆきはななごりのぶんだい）のひとつとして三代目坂東三津五郎が初演した。二代目桜田治助作詞、作曲は清澤満吉。七変化の内容は、
- 浪枕月浅妻（なみまくらつきのあさづま）…長唄
- 玉兎月影勝（たまうさぎつきのかげかつ）…清元節
- 狂乱雪空解（きょうらんゆきのそらどけ）…長唄と清元の掛合い
- 猩々雪酔覚（しょうじょうゆきのよいざめ）…長唄
- 寒行雪姿見（かんぎょうゆきのすがたみ）…長唄
- 女扇花文箱（おんなおうぎはなのふみばこ）…富本節
- 恋奴花供待（こいのやっこはなのともまち）…長唄

と、月・雪・花の構成で演じたもので、今に伝わる『玉兎』はこのうち月の部の「玉兎月影勝」にあたる。ちなみに「浪枕月浅妻」と「寒行雪姿見」も、現在それぞれ所作事の『浅妻船』、『まかしょ』として残り演じられている。
舞台はススキなどのある秋の野で空には月、舞台中央に臼が置かれ、まず月の兎の精が杵を持って団子をつく所作を見せる。そのあと『かちかち山』の話となりひとりで兎、狸、爺と婆の四人を踊り分け、さらに「お月様さへ嫁入りなさる」とひなびた唄で踊り、最後はまた臼と杵を出し、杵を振り上げたかたちで決まって幕となる（振付けによってはこうでは無い幕切れもある）。
三津五郎初演の時には舞台の上から月の作り物が降りてきて、その月の中に三津五郎扮する兎の精が杵を持って現れ、そこから舞台に飛び降りるという登場をした。そして兎の精の姿は下がりを付けたふんどしだけの裸の上に襦袢ひとつ、頭には鉢巻を巻くがその両端を兎の耳に見立てて角のように立てるというものであった。現在でもこの通りの姿で演じられることがある。歌詞にある「月の影勝飛び団子」とは、江戸や大坂で売られていた影勝団子（かげかつだんご）という団子のことで当時の名物のひとつ。『月雪花名残文台』は三代目三津五郎が大坂へ行く暇乞いとして出されたもので非常に好評を博し、9月9日から10月20日まで演じられた。11月の顔見世がなければ春までも続くだろうといわれたほどの大入りだったという。

## 歌詞
実に楽天が唐歌に　つらねし秋の名にしおう三五夜中新月の　中に餅つく玉兎　餅じゃござらぬ望月の月の影勝　飛び団子

やれもさ　うややれ　やれさてな　臼と杵とは　女夫でござる

やれもさやれもさ　夜がな夜一夜　おおやれ　ととんが上から月夜にそこだぞ

やれこりゃ　よいこの団子ができたぞ　おおやれやれさて　あれはさて　これはさて　どっこいさてな

よいと　よいと　よいと　よいと　よいとなとな　これはさのよい　これはさておき

昔むかし　やつがれが　手柄を夕べの添乳にも　婆食た爺やが　その敵　討つや　ぽんぽらぽんと腹鼓　狸の近所へ　柴刈りに　きゃつめも背たら大束を　えっちり　えっちり　えじ雁股　しゃござんなれ　こここそと　あとから火打ちでかっちかち

かっちかち　かっちかち　かっちかちのお山といううちに　あつっ　あつっ　そこで火傷のお薬と唐辛子なんぞでみしらして

今度は猪牙船　合点だ　こころえ狸に　土の船　面舵　取り舵ぎっちらこ　浮いた波とよ山谷の小船　こがれ　こがれて通わんせ

いや　こいつはおもしろ俺様と　洒落る下より　ぶくぶくぶく　のうのう　これはも泣きっ面　よい気味しゃんと敵討ち

それで市が栄えた手柄話にのりがきて

お月様さえ　嫁入りなさる　やときなさろせ　とこせい　とこせい　年はおいくつ十三　七つ　ほんにさぁ　お若いあの子を産んで

やときなさろせ　とこせとこせ　誰に抱かせましょうぞ　お万に抱かしょ　見てもうまそな品物め　しどもなや

風に千種の花兎　風情ありける月見かな